# Volkart Wildermuth
Volkart Wildermuth (* 1962 in Ulm) ist ein deutscher Biochemiker, Wissenschaftsjournalist und Moderator. Sein Vater war der Print-Journalist Ulrich Wildermuth. Seine Schwerpunkte sind Medizin, Gentechnik, Hirnforschung, Evolution. Bekannt ist er aus der Deutschlandfunksendung „Forschung aktuell“ und deren Feiertagsausgabe „Wissenschaft im Brennpunkt“, von der er Autor über 50 Sendungen ist.

## Leben
Er studierte in Tübingen und Berlin Biochemie und arbeitete nebenher als Reporter für den Südwestfunk. Nach dem Diplom wurde er Journalist und war 1991 und 1992 als Volontär beim Westdeutschen Rundfunk (WDR). Danach berichtete er als freier Autor aus Berlin. Seit 1996 konzentrieren sich seine Beiträge auf wissenschaftliche Themen, die regelmäßig im Deutschlandfunk und der ARD sowie gelegentlich im Schweizer, Österreicher und Australischen Rundfunk gesendet werden. Er moderiert Diskussionsrunden zu Forschungsthemen und trainiert Wissenschaftler am Forschungszentrum Jülich um sie fit für die Medien zu machen. Er ist in der Jury, die den Medienpreis der Deutschen Diabetes-Gesellschaft (DDG) vergibt.

## Auszeichnungen
- 2002: Königin-Christine-Preis für „Machen Gene schwul?“[3]
- 2007: Wilhelm und Ingeborg Roloff-Preis für „Arme sterben früher - die Rückkehr der Tuberkulose“[4]
- 2010: Georg von Holtzbrinck Preis für Wissenschaftsjournalismus
- 2013: Journalistenpreis Neurologie der DGN  für „Das Prion-Prinzip. Der neue Blick auf Alzheimer, Parkinson und Huntington“[5]
- 2015: Wissenschaftsjournalistischer Medienpreis der Deutschen Gesellschaft für Psychiatrie und Psychotherapie, Psychosomatik und Nervenheilkunde (DGPPN) für „Pädophilie im Hirnscan. Angst vor der Tat“[6]
- 2018: Medienpreis der DGN[7]

## Veröffentlichungen
- Biotechnologie: Zwischen wissenschaftlichem Fortschritt und ethischen Grenzen,  Parthas Verlag, Berlin 2006, ISBN 9783866019225